# St.-Bartholomäus-Kirche (Lüder)

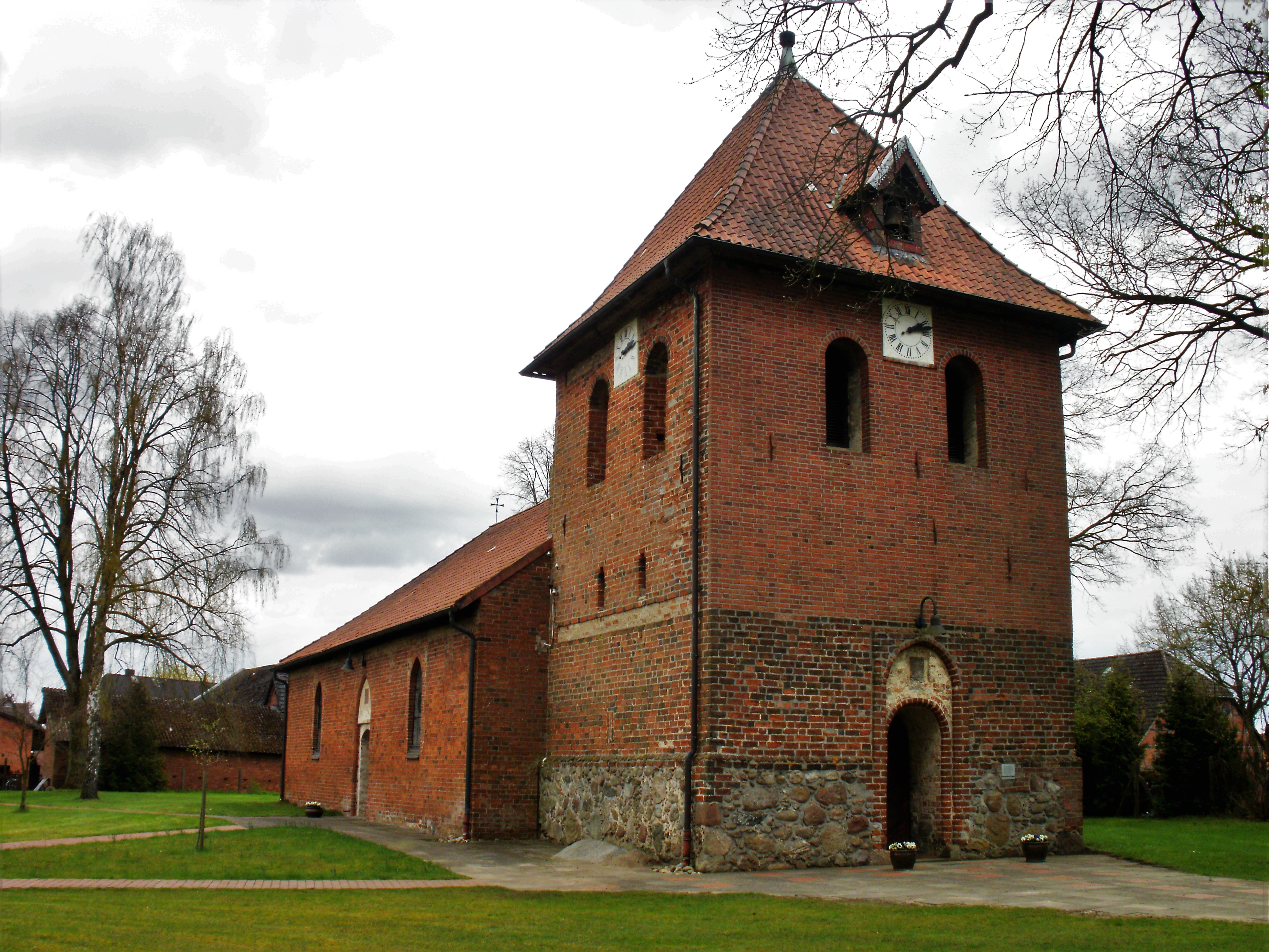
St. Bartholomäus-Kirche Lüder

Die St.-Bartholomäus-Kirche in Lüder ist eine Kirche mit Ursprung im Mittelalter, sie gehört zur evangelisch-lutherischen Kirchengemeinde St. Petri in Bad Bodenteich und zum Kirchenkreis Uelzen.

## Lage
Die St.-Bartholomäus-Kirche liegt am Pastorenweg. Dieser ist eine Nebenstraße von der Hauptstraße, die auch bis zur Friedhofskapelle führt. Die Kirche liegt hinter der Gaststätte Grote.

## Gründung
Die Kirche wurde im Jahre 1373 erbaut. Der Turm in seiner heutigen Form ist ca. 1800, vermutlich aus einem alten Wehrturm, entstanden. Die Maße der Kirche haben sich bis heute original erhalten. Die Kirche ist 60 Fuß (18 m) lang, 30 Fuß (8 m) breit, 20 Fuß (6 m) hoch und hat 80 cm dicke Mauern. Die Kosten für den Bau der Kirche betrugen damals 100 Mark. Über die Namensgebung dieser Kirche ist lediglich bekannt, dass sie vor der Reformation dem Apostel Bartholomäus geweiht worden sein muss, denn in der Gründungsurkunde und einigen anderen Urkunden ist kein Name eingetragen.

## Einrichtung

### Glocken
Die erste bekannte Glocke der Kirche wurde im Jahre 1651 vom Meister Siegfried aus Hannover neu gegossen. Im Dezember 1975 wurde eine zweite Glocke installiert.

### Altar

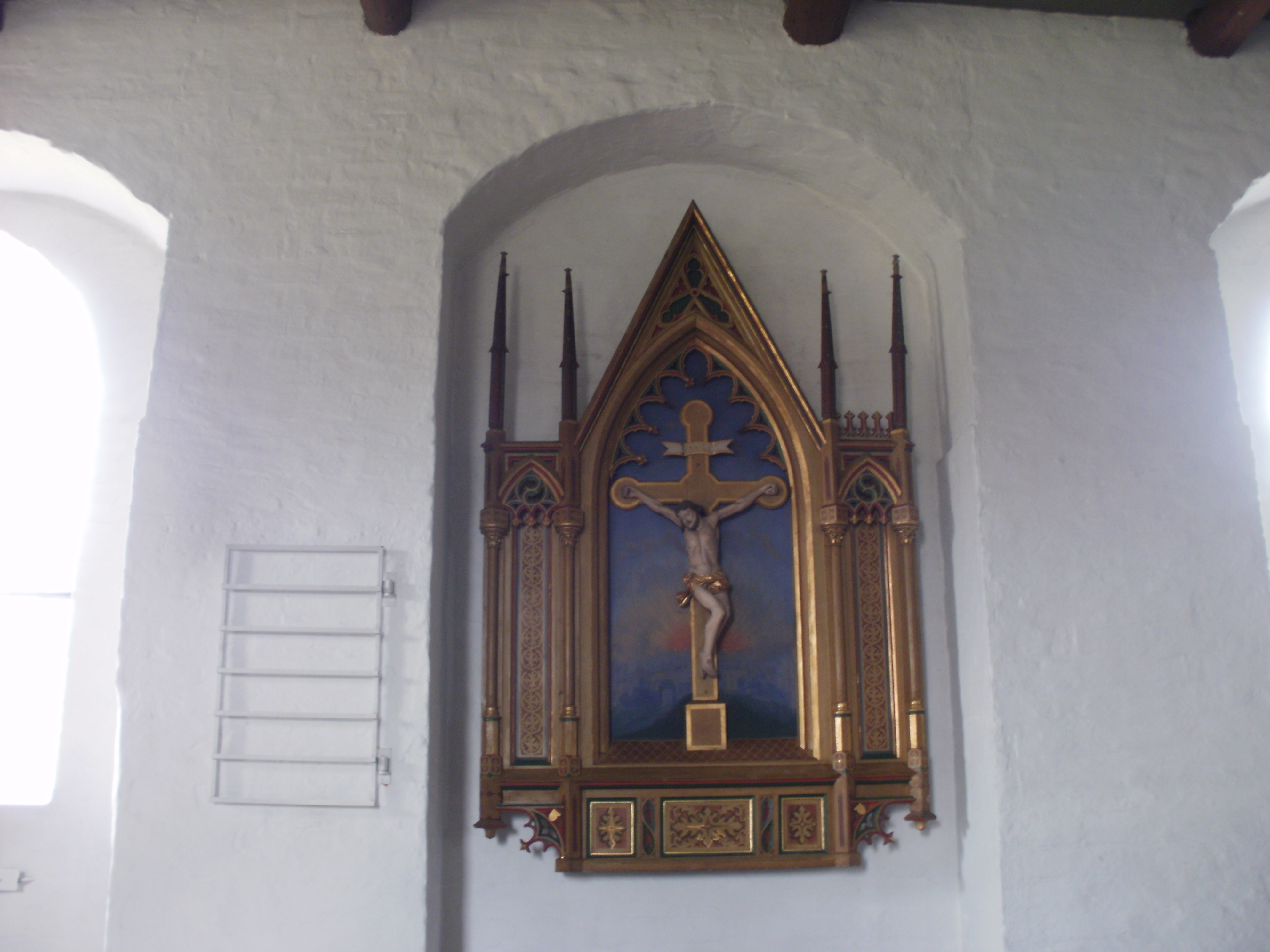
Der Nazarener-Altar der Kirche in Lüder

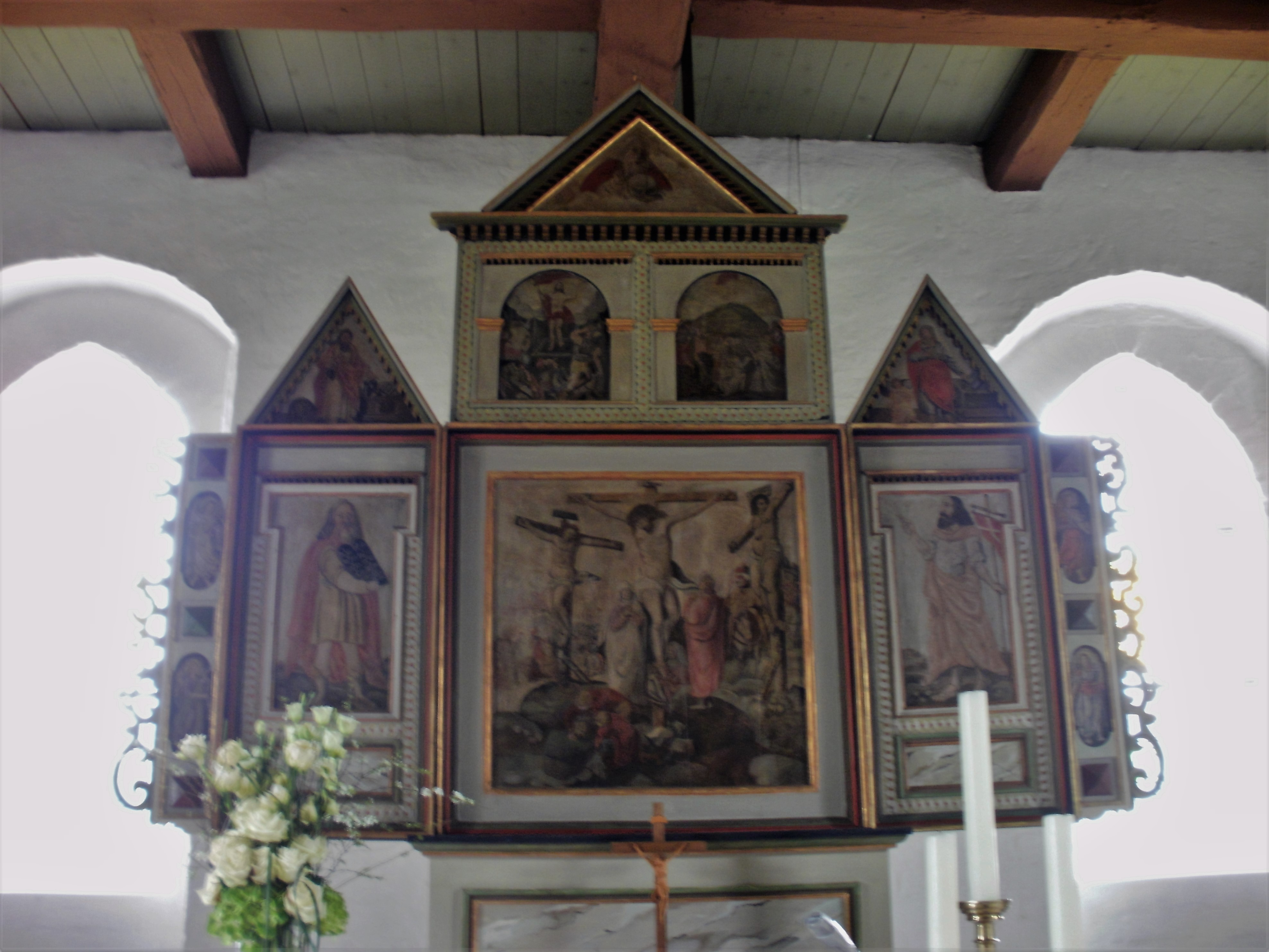
Der Renaissance-Altar der Kirche in Lüder

Bis zur Mitte des 19. Jahrhunderts wurde die Kirche von einem Renaissance-Altar geschmückt. Dann ersetzte man ihn durch einen „modernen“ Nazarener-Altar. Der alte Altar geriet bis zur Renovierung 1960/61 in Vergessenheit und wurde dann zu einem Preis von 2000 DM restauriert. Seitdem nimmt er seinen angestammten Platz ein. Der Nazarener-Altar bekam nach Abschluss der Innenarbeiten einen Platz neben der Kanzel.

### Orgel
Seit 1881 gibt es in der Kirche auch eine Orgel. Für ihre Anschaffung standen damals 2.000 Mark bereit. Sie wurde von der Philipp Furtwängler & Söhne aus Elze geliefert. Die Orgel wurde 2002 renoviert und am 9. März 2002 eingeweiht.

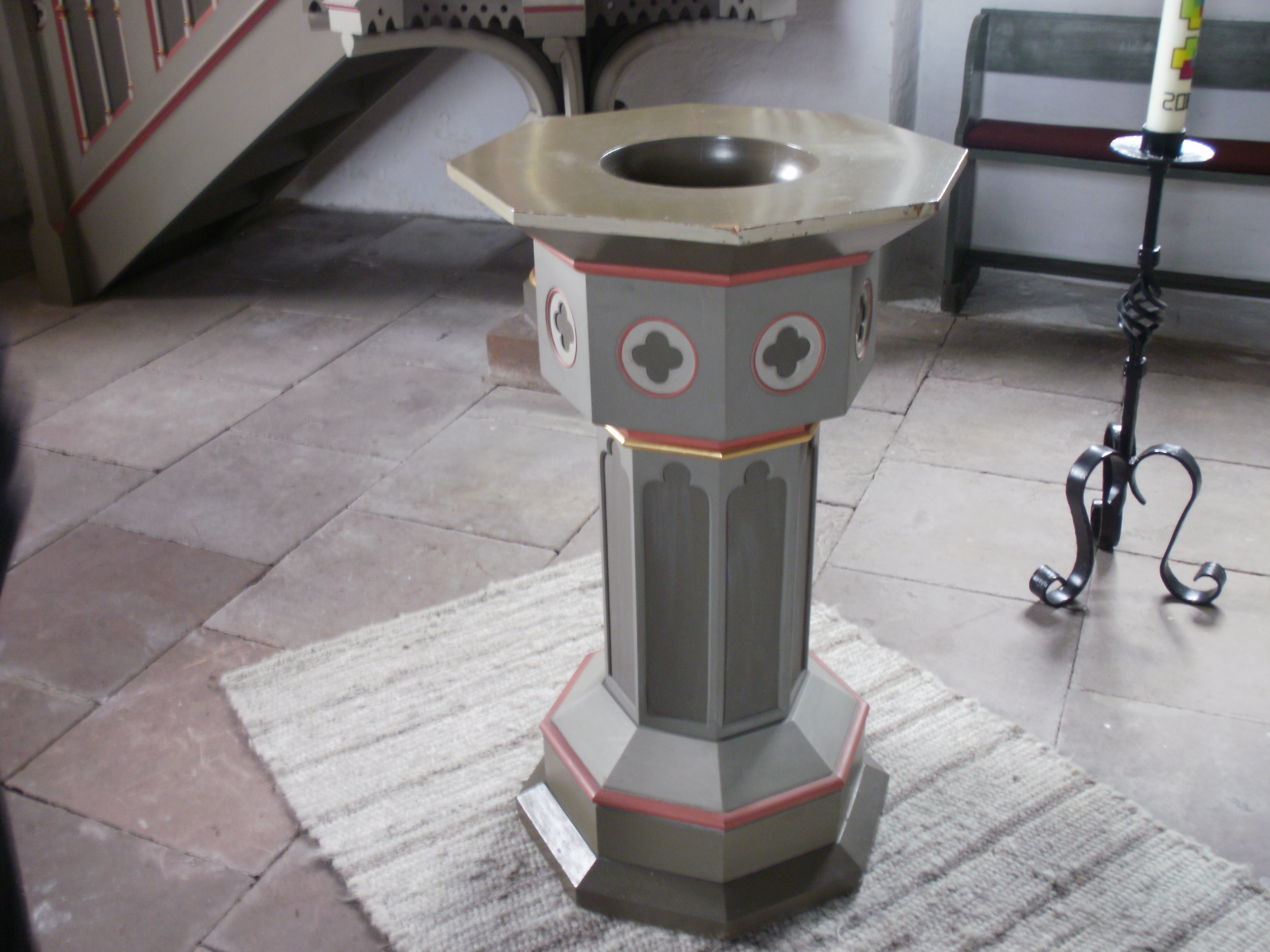
Das Taufbecken der Kirche Lüder

### Taufstein
1911 stiftete das Altenteiler-Ehepaar Friedrich Meyer und Frau, geb. Koopmann, anlässlich ihrer Goldenen Hochzeit der Kirche einen Taufstein, der am 6. Oktober 1912 eingeweiht wurde. Er bestand aus Holz und wurde von einer Berliner Firma geliefert. Sein Preis betrug 180 Mark.

### Kirchturmuhr

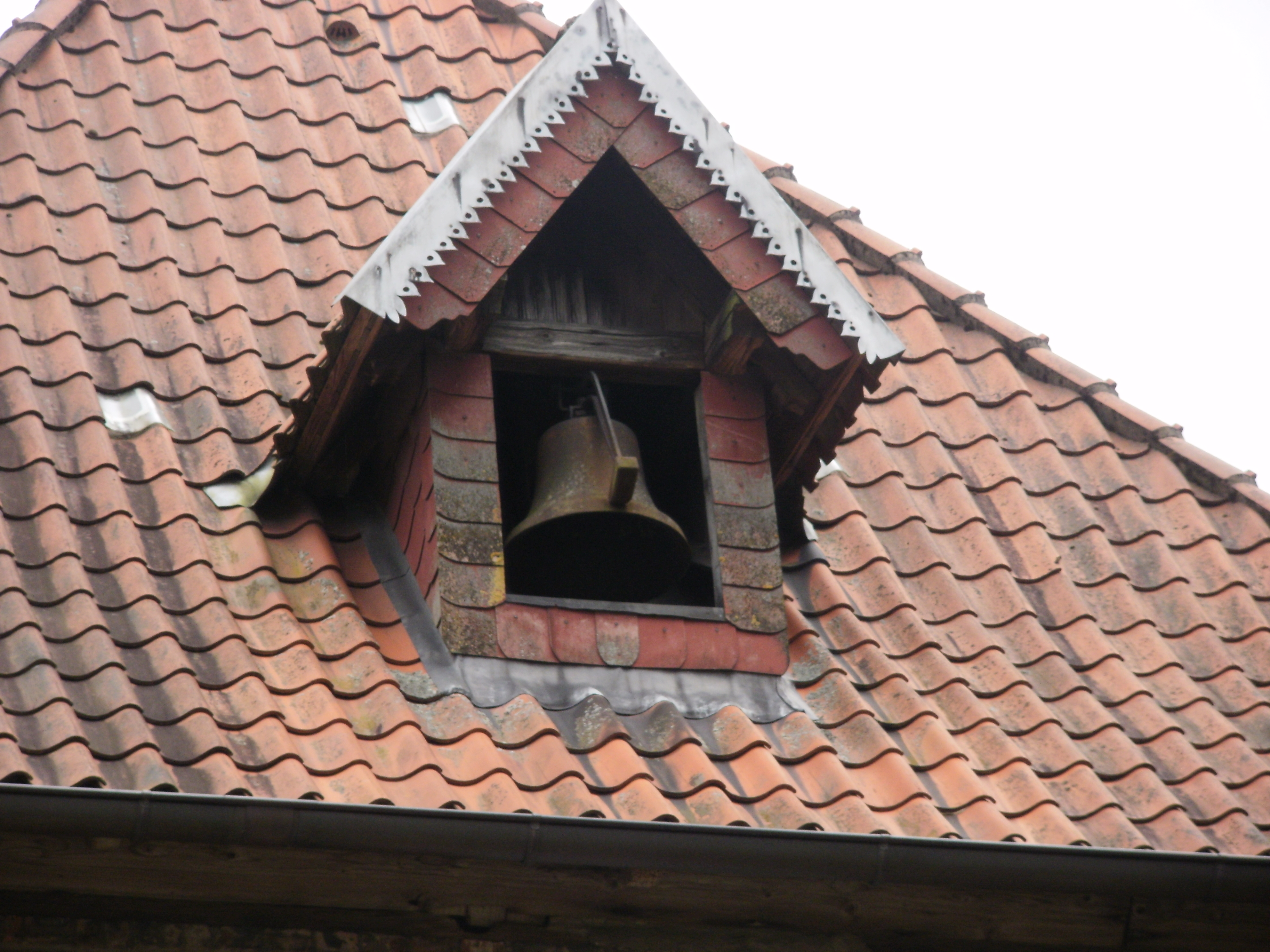
Die Glocke der Kirchturmuhr in Lüder

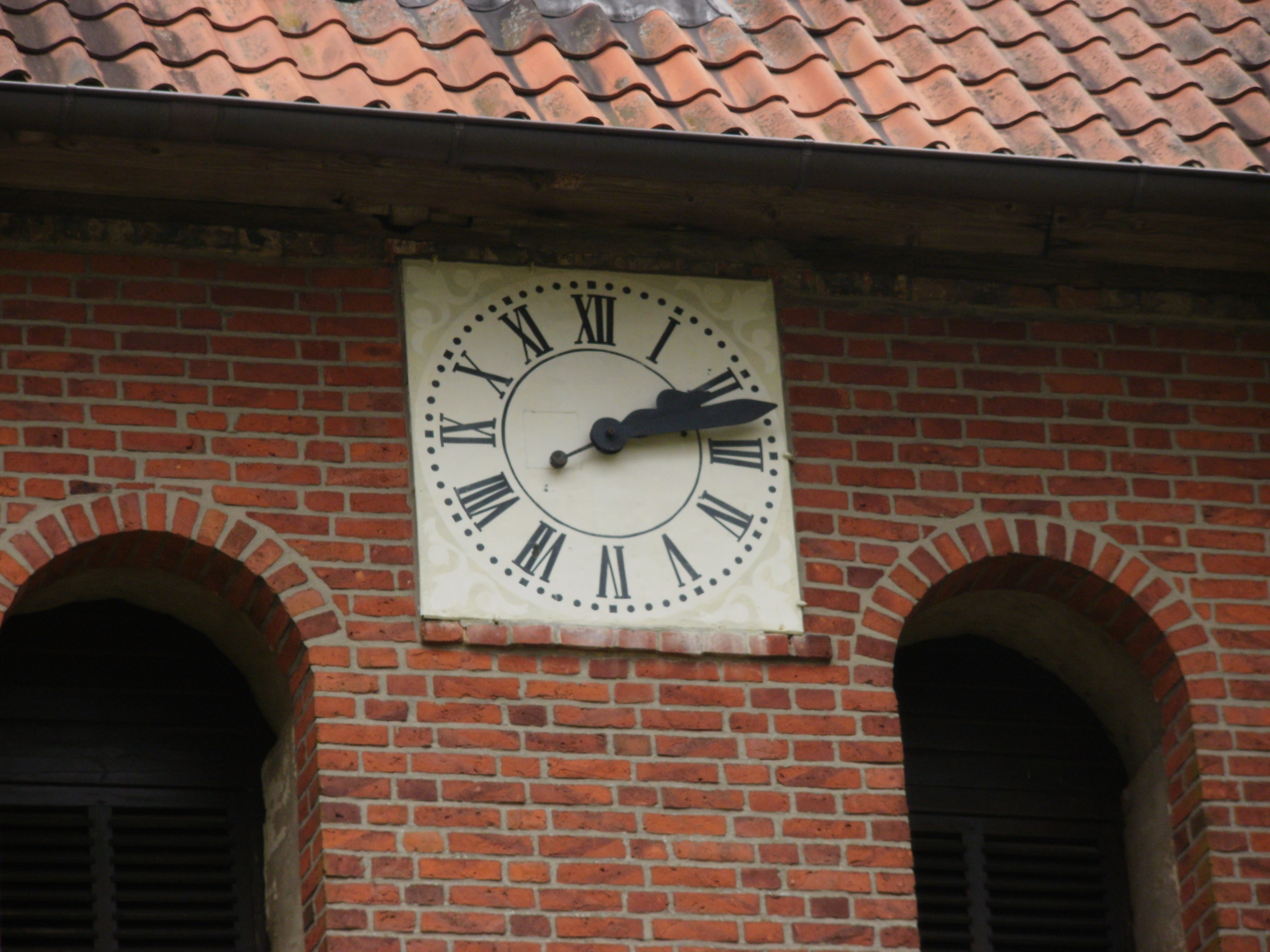
Die Kirchturmuhr der Kirche in Lüder

Seit Oktober 1930 hat Lüder eine Kirchturmuhr. Sie läutet jeweils alle halbe und volle Stunde. Die Uhr wurde von der J. F. Weule aus Bockenem geliefert, die dafür nötigen Zimmerarbeiten wurden von dem Zimmermeister Ernst Dreyer und die Dachdeckerarbeiten von dem Dachdeckermeister Hartwig durchgeführt, beiden waren ortsansässig.

### Kirchenfenster
1982 bekam die Kirche neue Kirchenfenster. Zum Erntedankfest wurden sie eingebaut. Ihre Kosten betrugen 15.000 DM.

### Bartholomäus-Figur
Im Jahre 1987 spendeten 13 Konfirmanden genug Geld, dass eine Heiligenfigur des Apostels Bartholomäus angeschafft werden konnte. Sie wurde neben der Brauttür eingesetzt.

## Geschichte

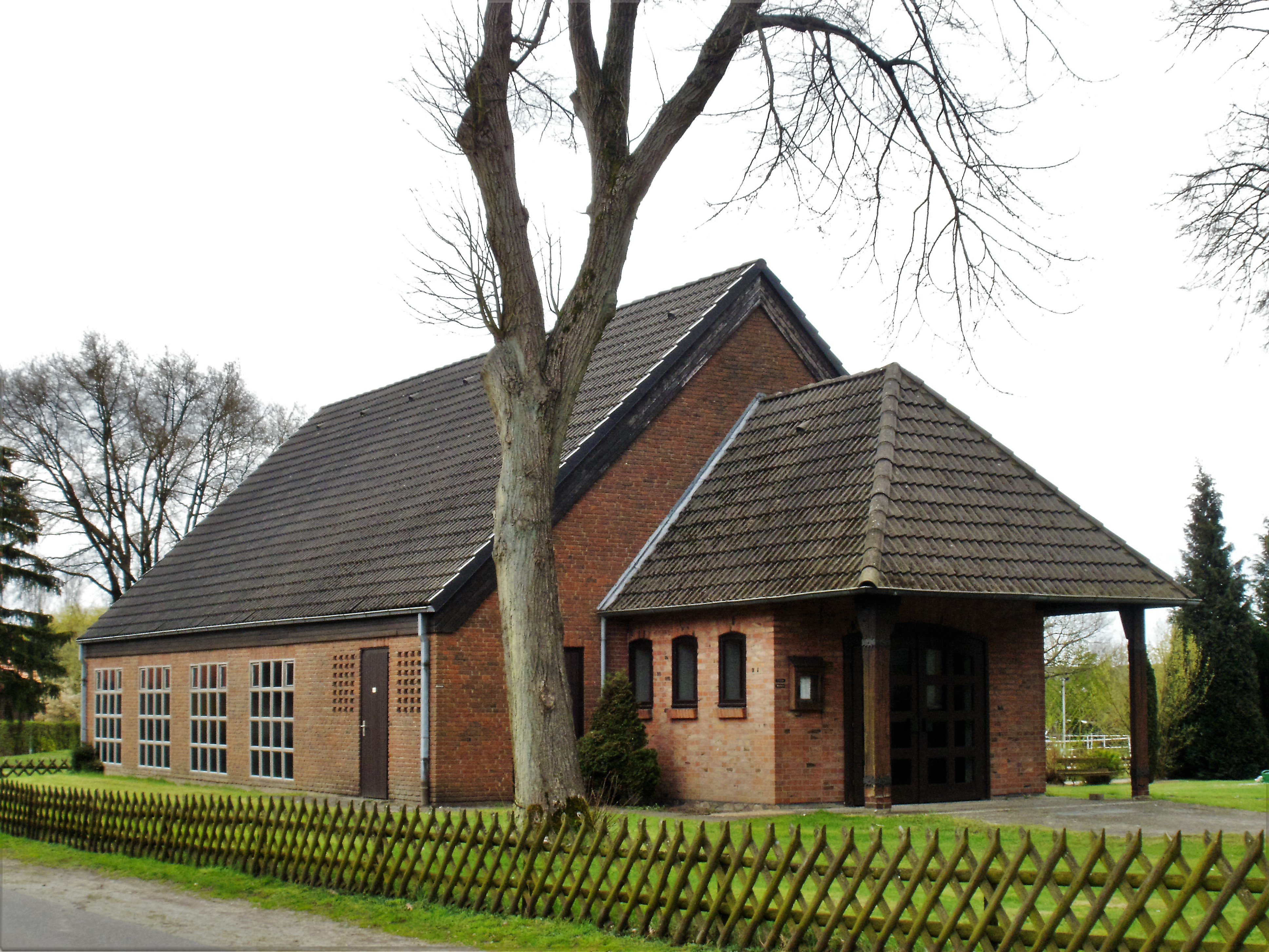
Die Friedhofskapelle in Lüder

Die St.-Bartholomäus-Kirche war bis ca. 1500 eine Wallfahrtskirche, deren Wallfahrer-Einzugsgebiet sich bis in die Provinz Brandenburg erstreckte. Nach der Reformation war es Tradition, dass der Gottesdienst am Bartholomäustag in Bad Bodenteich ausfiel und die Kirchgänger nach Lüder kamen. Nach dem Gottesdienst feierte man dann vor der Kirche Kirmes. Diese Tradition hielt sich bis zum Ende des 18. Jahrhunderts. Dieses Fest wurde jedoch abgeschafft, da es so ausartete, dass es im Volksmund auch als „Hunnenfest“ bekannt war. Nach der Reformation wurde in Lüder alle vier Wochen eine Katechismusvorlesung gehalten. Diese hörten jedoch nach und nach auf  und wurden letztendlich durch 13 Predigtgottesdienste pro Jahr ersetzt. Im Jahre 1729 war die Kirche in Lüder vollkommen baufällig und verfiel immer mehr, so dass im Jahr 1773 sogar der Turm einzustürzen drohte. Die Einwohner Lüders unternahmen nichts. Ihre Begründung war, es sei kein Geld dazu da. Die Kirchenvorratskollekten im ganzen Fürstentum Lüneburg und in der Grafschaft Hoya machten es sich zur Aufgabe, von 1736 bis 1774 die notwendigsten Arbeiten durchzuführen. 1867 wurde die Kirche in Lüder gründlich renoviert. Die nächste Renovierung wurde 1934 durchgeführt und hatte einen Preis von 857 RM, jedoch wurden zwischen diesen beiden Daten kleinere Reparaturen und Anstriche vorgenommen, es wurde jedoch nur das Nötigste gemacht. So machte sich Feuchtigkeit in den Grundmauern bemerkbar, von daher wurde als Gegenmaßnahme der Innenraum holzvertäfelt, um ihm den Charakter einer Stube zu geben, und  bekamen einen neuen Anstrich, außerdem wurden auf die Decke Sterne gemalt, um ihr den Charakter des Himmels zu geben. Im Zweiten Weltkrieg wurde die Kirche vor größeren Schäden bewahrt. In den Jahren 1960/61 wurde die Kirche wieder renoviert und der Innenraum wurde neu gestaltet. Die Holzvertäfelung und die Sternendecke wurden entfernt, die Feuchtigkeit entsprechend bekämpft, und die Kirche bekam wieder ihren Dorfkirchencharakter zurück. Im gleichen Zug wurde die Glocke mit einem elektrischen Läutewerk ausgerüstet. Im Jahre 1983 fand die erste Konfirmation in der Kirche in Lüder statt.

## Verzeichnis der Pastoren
1. 1531–1574 Herrmann Sonnemann
2. 1574–1575 Michael Naesemins
3. 1576–1585 Martinus Schridde
4. 1585      Heinrich Büscher
5. 1585–1608 Peter Hülsing
6. 1608–1648 Johannes Schridde (Sohn von Martinus Schridde)
7. 1648–1669 Bartholomäus Mellinger
8. 1669–1679 Hieronymus Praetorius
9. 1679–1707 Georg Berkemeyer
10. 1707–1728 Erhard Christoph Bussenius
11. 1729–1759 Joachim Christoph Müller
12. 1759–1786 Hartwig Ludolf Baumann
13. 1786–1798 Christian August Knopf
14. 1798–1820 Karl Christoph Wilhelm Fischer
15. 1820–1831 Rudolf Friedrich Wilhelm Illing
16. 1831–1838 Eduard Friedrich Wilhelm Koch
17. 1838–1878 Johann Heinrich Wilhelm Kastendiek
18. 1878–1900 Otto Bauer
19. 1901–1902 Gustav Sprenger
20. 1902–1932 Georg Grauerholz

Seit 1964 gibt es in Bad Bodenteich zwei Pfarrstellen. Sie sind mit I und II gekennzeichnet. Lüder gehört zum Pfarrbezirk II.
1. 1933–1954 Karl Endemann |
2. Um 1950   Pastor Schmidt ||
3. 1954–1959 Hans Heinrich Gurland |
4. 1950–1960 Rudolf Fabig ||
5. 1959–1966 Günter Friese |
6. 1964–1969 Hildebrandt Henatsch ||
7. 1966–1979 Erika Schmidt |
8. 1971–1983 Werner Klipp ||
9. 1980–1985 Georg Ritz |
10. 1984–1989 Arndt-Bernhard Müller ||
11. 1986–1997 Dietrich Walsdorff |
12. 1997–2000 Ronald Winnefeld |
13. 2001–2001 Pastor Brandt |
14. 1990–2008 Bettina von Bremen ||
15. 2002–2005 Nicole Beckmann (geb. Burchert)
16. 2008–2009 Martin Engelhard II
17. seit 2010 Lars Neumann[1] II

## Friedhofskapelle
Die Friedhofskapelle gehört der Samtgemeinde Aue. Sie wurde 1972 aus den Mitteln der politischen Gemeinde erbaut. Da die Wohnverhältnisse knapp waren und viele Heimatvertriebene aus den ehemaligen deutschen Ostgebieten zugezogen waren, war es vielen nicht möglich im Trauerfall die Verstorbenen daheim zu behalten. Aus diesem Grund wurde 1952 eine kleine Leichenhalle erbaut. Während der Trauerfeiern wurde der Sarg in der Leichenhalle aufbewahrt und die Trauernden mussten bei Wind und Wetter im Freien stehen oder die Trauerfeier fand in der Kirche statt. Da dieser Zustand von den Gemeindemitgliedern als unbefriedigend empfunden wurde, wurde eine Kapelle gebaut. Die Kapelle wurde am 7. Oktober 1972 im Beisein des Propstes aus Uelzen eingeweiht.